# Félgyarmat

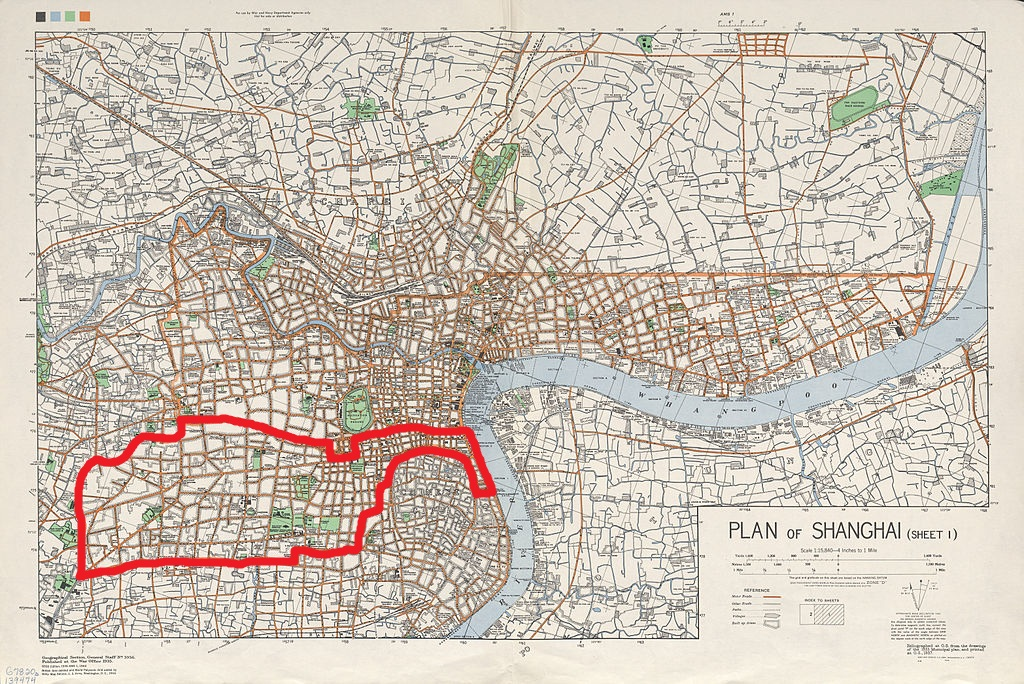
A francia koncesszió területe Sanghajban 1936-ban

A félgyarmatok az imperialista gyarmatosítás időszakában létező, csak formálisan független államok, amik egy vagy több nagyhatalom teljes politikai uralma és gazdasági kizsákmányolása alatt álltak. Ilyen módon átmeneti állapotban voltak a gyarmatok és a független államok között. A fogalom elsősorban a 19. század második és a 20. század első felére használatos.

## A szó eredete
A félgyarmat kifejezést először Lenin használta 1916-ban Az imperializmus mint a kapitalizmus legfelsőbb foka című munkájában, majd a Kommunista Internacionálé, ezért sokan marxista terminológiának tekintették, de később széles körben elterjedt.

## Jellegzetes példái

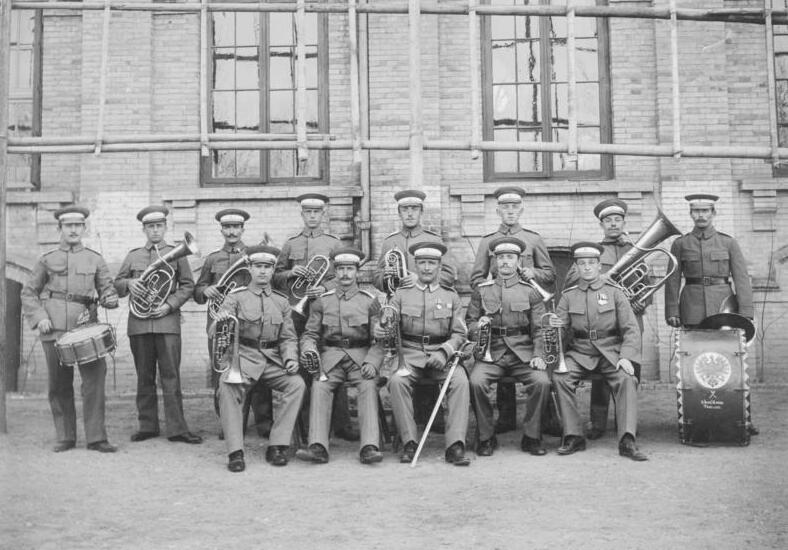
Német katonazenekar Tiencsinben, a német koncesszió területén

Általában olyan államok kerültek ebbe a helyzetbe, amelyeknek nagy hagyományokkal rendelkező belső államhatalmi struktúrájuk volt, de nem tudtak sikeresen ellenállni a gyarmatosító hatalmak politikai, gazdasági és katonai nyomásának, ezért egyenlőtlen szerződéseket kényszerítettek rájuk, koncessziókat szakítottak ki területükből. Gyakran az imperialista államok versengése is hozzájárult ennek a helyzetnek a kialakulásához, mivel egymást akadályozták egy-egy értékes terület teljes alávetésében.
A félgyarmati helyzetben lévő államok legjellegzetesebb példái Kína az ópiumháborúk és 1949 között, Perzsia és Sziám. Hasonló helyzetbe került „Európa beteg embere”, a felbomló Oszmán Birodalom a török köztársaság kikiáltásáig, Szaúd-Arábia a két világháború között, valamint a latin-amerikai államok nagy része.
A félgyarmati helyzet és a neokolonializmus között a hasonlóság mellett lényeges különbségek is vannak: a félgyarmati rendszer az erős, terjeszkedő imperializmus korában alakult ki, a neokolonializmus pedig a gyarmati rendszer bomlásának a terméke volt.